# Драган Алексић (песник)
Драган Алексић (Бунић, поред Коренице, 28. новембар 1901. — Београд, 22. јул 1964) био је српски уметник, песник, драмски писац, филмски стваралац.

## Југо Дада
Студирао славистику у Прагу (1920—1922), где открива блиског свог оргарта и дадаизма. Сарађивао у Мицићевом Зениту. Ова сарадња трајала је врло интензивно од 2. до 13. броја Зенита, до маја 1922. кад долази до коначног раскида.
Оснивач дадаистичког покрета код нас. Покреће два дадаистичка часописа: Дада Танк (1922) и Дада Јазз (1922). Био је у контакту са водећим европским дадаистима. Организовао дадаистичке манифестације (Осијек 1922, и Суботица 1922).
Из Загреба у Београд прелази крајем 1922. године. Постаје новинар-репортер, сарадник многих дневних листова: Балкана, Цицварићевог Дневника, Трибине, Мисли, Правде, да би се коначно скрасио у Времену, за које је писао све до краја своје новинарске каријере.
Објављивао је поезију у часописима и алманасима Омладина, Искра, Југословенска њива, Алманах социјалистичке омладине, Наша свијест, Зенит, Вечност, Црно на бело.

## Авангардни филм
Писао је и филмску, позоришну, ликовну и књижевну критику, фељтоне, репортаже, новинске чланке у бројним часописима и листовима: Трибуна, Балкан, Будућност, Мисао, Хипнос, Савремени преглед, Шумадија, 50 у Европи, Филм. Највећи број критичких текстова објавио је у листу Време, нарочито раних тридесетих година, у коме је од 1926—1935 био главни уредник културне рубрике.
Са Бошком Токином снима 1924. године први авангардни филм Качаци у Топчидеру, по сценарију Бранимира Ћосића. Филм је остао недовршен а ништа од снимљеног материјала није сачувано.
Био је страствени филмофил — са Токином основао друштво љубитеља филма. Са Пољанским је сарађивао у часопису Кинофон.
Обожавао је џез музику и као дадаиста пропагирао бруитизам, идеје Хонегера и Шенберга. Одлазио је, као уосталом и сви новинари и уметници, у хотел „Москву”, где је седео у друштву Петрова, Тина Ујевића, Палавичинија, Винавера, Токина, Драинца, Николе Трајковића, Ива Ћипика, Монија де Булија, за столом званим „Порт Артур”.
Један је од покретача часописа Кинофон (1921).